# ケヴィン・ボウヤー
ケヴィン・ボウヤー（Kevin Bowyer, 1961年1月9日 - ）は、イギリスのオルガン奏者。

## 略歴
- イングランド東部にあるエセックスのサウスエンド＝オン＝シーに生まれる。
- 1972年10月18日、プリトルウェルの聖ルカ教会合唱団に加わる。また幼少の頃からアコーディオンとオルガンを学んだ。
- 1979年から1982年までロンドンの王立音楽アカデミーで学ぶ。
- 1999年から2008年まで、王立ノーザン音楽大学の上級講師を務める。
- 2005年から現在まで、グラスゴー大学のオルガン講師を務める。